# Sala Kaeo Ku

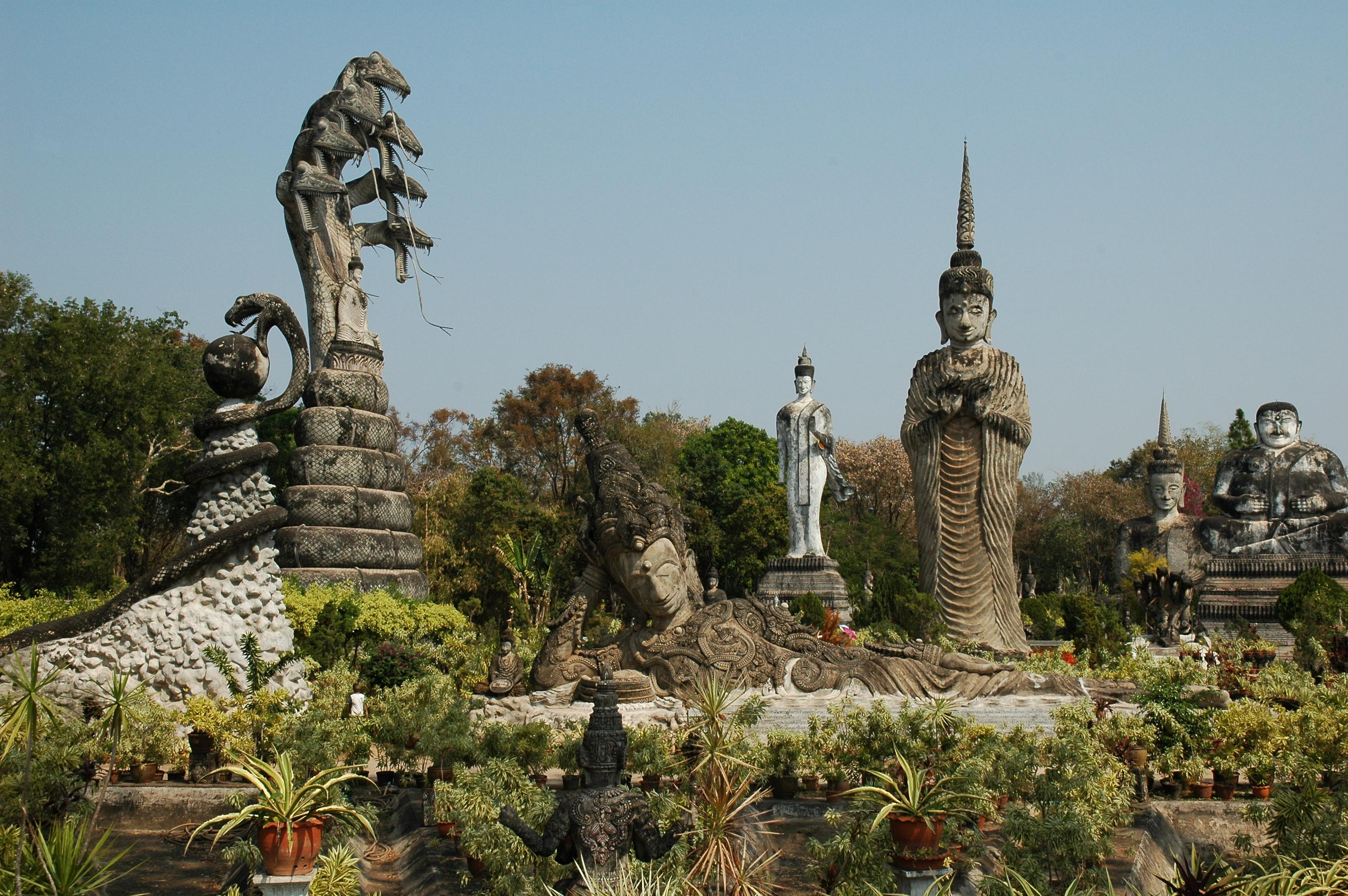
Sala Keoku

Sala Kaeo Ku (alternative Schreibweise Sala Keo Kuu oder Sala Keoku, Thai: ศาลาแก้วกู่ - [sǎːlaː kɛ̂ːo kùː]; auch Wat Khaek, Thai: วัดแขก) ist eine Parkanlage mit Betonskulpturen, inspiriert vom Buddhismus und Hinduismus, nahe Nong Khai, der Hauptstadt der gleichnamigen Provinz am Ufer des Mekong in Nordost-Thailand.

## Parkanlage
Der Park liegt etwa fünf Kilometer östlich der Stadt. Die Parkanlage wurde 1978 von dem Künstler und Mystiker Luang Pu Bunleua Sulilat, Thai: (หลวงปู่บุญเหลือ สุรีรัตน์) und seinen Anhängern erbaut. 1958 erschuf er in Laos seine erste Buddha Parkanlage. Der Stil ist angelehnt.
Die teils über 20 Meter hohen Skulpturen stellen Szenen aus dem Leben des Buddha sowie zahlreiche Figuren aus der hinduistisch-buddhistischen Götterwelt und Mythologie dar.
Zu jeder einzelnen Statue und Darstellung einer Szene, ist am Sockel die Bedeutung in Stein gemeißelt. 
Eine der Statue zeigt den meditierenden zukünftigen Buddha, wie er von einer siebenköpfigen Naga beschützt wird. Auch eine riesige Statue des Dämonen Rahu aus der hinduistischen Mythologie ist hier zu sehen sowie eine Gruppe von Skulpturen, die das Rad des Lebens buchstäblich begehbar und erlebbar machen.
Der dreistöckige "Sala Kaeo Ku" Pavillon hat mit seinen großen Kuppeln Ähnlichkeit mit einer Moschee. Luang Pu Bunleua Sulilat war sein Leben lang der Auffassung, dass alle Religionen friedlich miteinander Co-existieren können. In der dritten Etage wird bis heute seine mumifizierte Leiche und zahlreiche Artefakte aufgehoben.

## Bilder

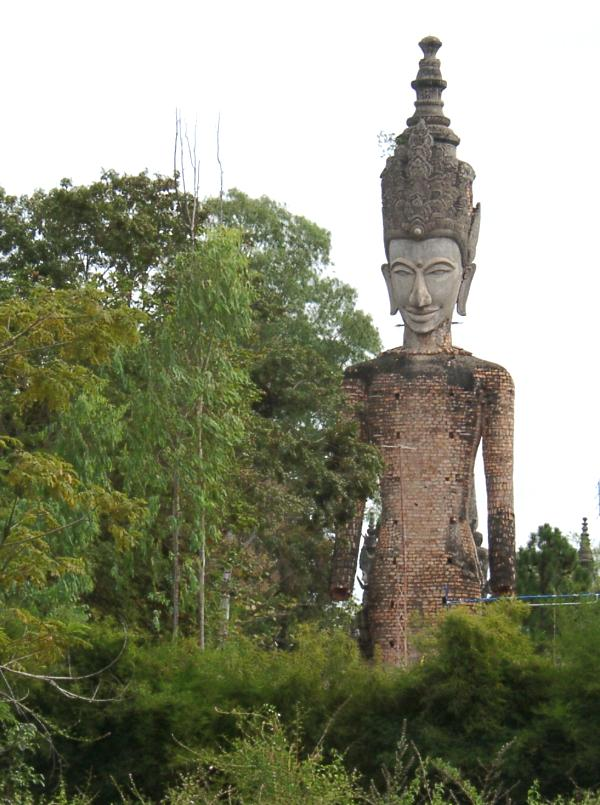
Am Eingang zum Sala Keo Kou
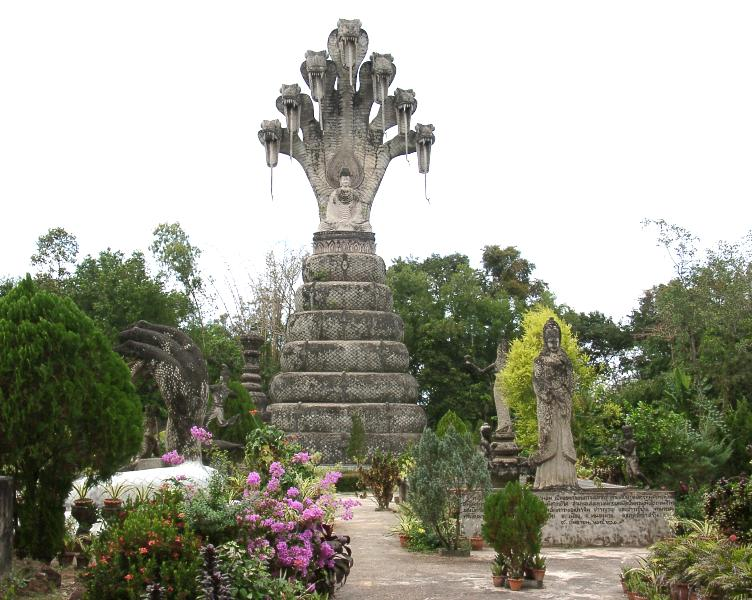
Buddha beschirmt von einer siebenköpfigen Naga
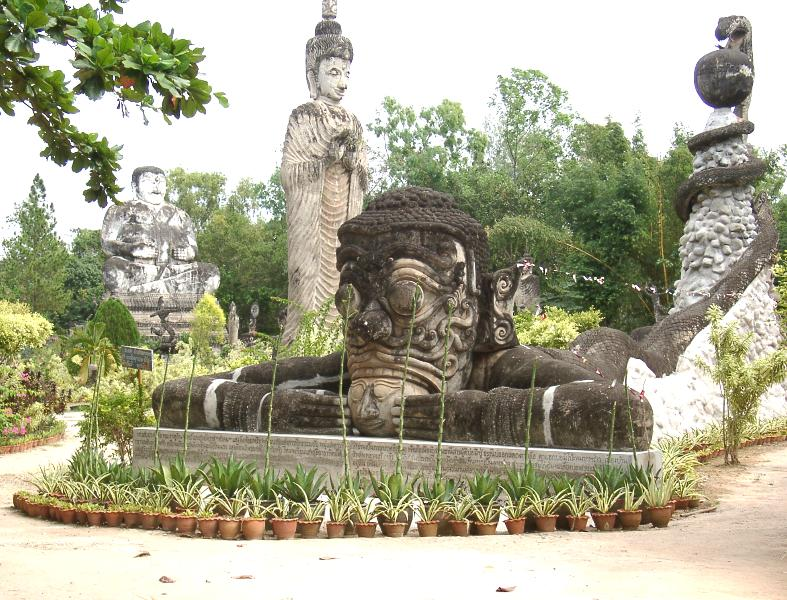
Rahu, Dämon aus der hinduistischen Mythologie
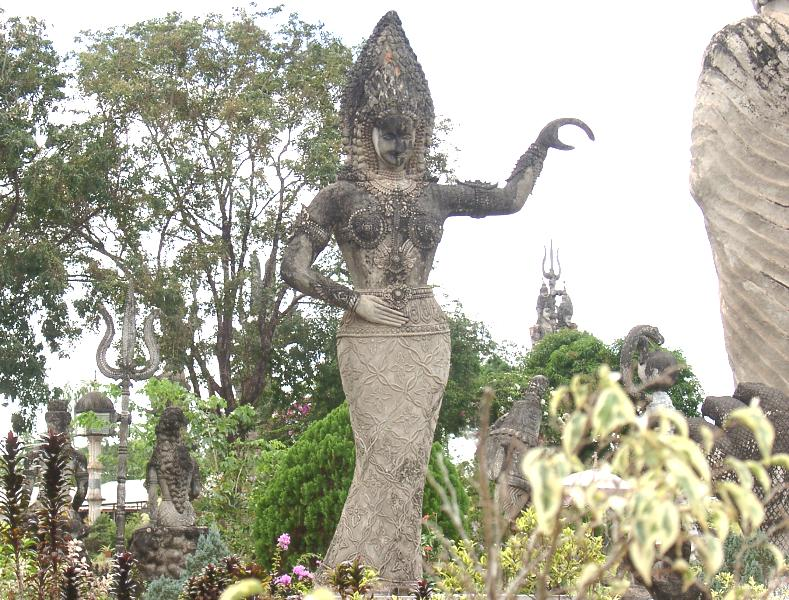
Skulptur einer Tänzerin